# Dany Theis
Daniel "Dany" Theis (ur. 11 września 1967, zm. 29 grudnia 2022) – piłkarz luksemburski grający na pozycji pomocnika. W swojej karierze rozegrał 34 mecze w reprezentacji Luksemburga.

## Kariera klubowa
Swoją karierę piłkarską Theis rozpoczął w klubie Jeunesse Esch. Zadebiutował w nim w sezonie 1986/1987 w lidze luksemburskiej. Wraz z Jeunesse Esch wywalczył siedem tytułów mistrza Luksemburga w sezonach 1986/1987, 1987/1988, 1994/1995, 1995/1996, 1996/1997, 1997/1998 i 1998/1999. Zdobył także trzy Puchary Luksemburga w latach 1988, 1997 i 1999. W Jeunesse Esch grał do końca sezonu 1998/1999.
Latem 1999 roku Theis przeszedł do Union Luxembourg. Spędził w nim sezon. W sezonie 2000/2001 występował w Avenirze Beggen. Z kolei w sezonie 2001/2002 był piłkarzem Progrèsu Niedercorn, w którym w 2002 roku zakończył swoją karierę.
| Sezon   | Klub               | Kraj       | Rozgrywki         | Mecze | Bramki |
| ------- | ------------------ | ---------- | ----------------- | ----- | ------ |
| 1986/87 | Jeunesse Esch      | Luksemburg | Nationaldivisioun | ?     | ?      |
| 1987/88 | Jeunesse Esch      | Luksemburg | Nationaldivisioun | 25    | 17     |
| 1988/89 | Jeunesse Esch      | Luksemburg | Nationaldivisioun | ?     | ?      |
| 1989/90 | Jeunesse Esch      | Luksemburg | Nationaldivisioun | ?     | ?      |
| 1990/91 | Jeunesse Esch      | Luksemburg | Nationaldivisioun | 27    | 8      |
| 1991/92 | Jeunesse Esch      | Luksemburg | Nationaldivisioun | 28    | 11     |
| 1992/93 | Jeunesse Esch      | Luksemburg | Nationaldivisioun | 23    | 9      |
| 1993/94 | Jeunesse Esch      | Luksemburg | Nationaldivisioun | 18    | 8      |
| 1994/95 | Jeunesse Esch      | Luksemburg | Nationaldivisioun | 22    | 9      |
| 1995/96 | Jeunesse Esch      | Luksemburg | Nationaldivisioun | 22    | 9      |
| 1996/97 | Jeunesse Esch      | Luksemburg | Nationaldivisioun | 14    | 7      |
| 1997/98 | Jeunesse Esch      | Luksemburg | Nationaldivisioun | 22    | 5      |
| 1998/99 | Jeunesse Esch      | Luksemburg | Nationaldivisioun | 15    | 5      |
| 1999/00 | Union Luxembourg   | Luksemburg | Nationaldivisioun | ?     | ?      |
| 2000/01 | Avenir Beggen      | Luksemburg | Nationaldivisioun | 24    | 3      |
| 2001/02 | Progrès Niedercorn | Luksemburg | Nationaldivisioun | 23    | 3      |

## Kariera reprezentacyjna
W reprezentacji Luksemburga Theis zadebiutował 12 października 1991 roku w zremisowanym 1:1 towarzyskim meczu z Portugalią, rozegranym w Luksemburgu. W swojej karierze grał w: eliminacjach do Euro 96, do MŚ 1998, do Euro 2000 i do MŚ 2002. Od 1991 do 2001 roku rozegrał w kadrze narodowej 34 mecze.